# تيريزا كريستينا إمبراطورة البرازيل
دونا تيريزا كريستينا (بالإنجليزية: Dona Teresa Cristina)‏ وُلدت في 14مارس عام 1822– وتُوفيت في ديسمبر 1889. كانت إمبراطورة للبرازيل في الفترة من 30 مايو 1843 - 15 نوفمبر 1889. كنيتها «أم البرازيلين»، تزوجّت بيدرو الثاني والذي تولى حكم البرازيل منذ عام 1831 حتى عام 1889. ولدت بصفتها أميرة لمملكة الصقليتين والتي تقع جنوب إيطاليا في الوقت الحالي، كانت ابنة السيد الملك فرانشيسكو الأول ملك الصقليتين «فرانسيس الأول» فرع من العائلة الإسبانية آل بوربون وزوجته ماريا إيزابيل (ماريا إيزابيلا). فقد اعتقد المؤرخون لفترة طويلة أن الملكة نشأت في جوٍ يسوده المحافظة على العادات القديمة والتعصب والذي أسفر عن وجود الخجل والتردد في شخصيتها علانية وكذلك القدرة على التواصل مع قلة قليلة ماديًا وعاطفيًا. كشفت دراساتٍ حديثة عن شخصية أكثر تعقيدًا، على الرغم من امتلاكها أعراف اجتماعية سائدة في ذلك العصر يحترمها الجميع كانت قادرة على تأكيد استقلاليتها بسبب شخصيتها المتعنتة بالإضافة إلى اهتمامها بالتعليم والعلوم والثقافة.
تزوجت الأميرة بيدرو الثاني عام 1843 بموجب عقد التوكيل. طال انتظار زوجها عندما عُرضت عليه صورة تريزا كريستينا كنموذج مثالي للجمال، ولكنه استاء من صراحة عروسه عند أول لقاء لهما معًا أواخر ذلك العام (1843). فعلى الرغم من البداية الفاترة لعلاقتهما، إلا أن علاقة كلا الزوجين معًا كانت تتحسن بمرور الوقت، ويرجع هذا أولاً وقبل كل شيء لصبر ولطف تريزا كريستينا فضلاً عن كرمها وبساطتها. وقد ساعدتها كل هذه السِمات أيضًا في الفوز بقلوب الشعب البرازيلي، كذلك وقاها بُعدها عن الخلافات السياسية من التعصب. كما كانت ممولة لكلا من: الدراسات الأثرية في إيطاليا وهجرة الإيطاليين إلى البرازيل.
لم يكن زواج كلا من تيريزا كريستينا وبيدرو الثاني مُفعمًا بالشغف والرومانسية، على الرغم من أن علاقتهما كانت قائمة على رغبة الأسرة، والاحترام المتبادل؛ فزاد الإعجاب بينهما. كانت الإمبراطورة زوجة وَفيّة كما كانت تساند زوجها ومكانته بعاطفة جيّاشة دون كَلَل، لم تتطرق أبدًا لِتُبدي بوجهات نظرها على الملأ. كانت تحافظ على الصمت في المواضيع التي يراودها الشك فيها عن وجود علاقات زوجيّة أخرى في حياة زوجها بما في ذلك علاقاته الغراميّة مع جَليسات بناتِها. وفي مقابل هذا، كان يُعاملها زوجها الإمبراطور باحترام ليس له مثيل كما كان منصبها ومكانتها في المحكمة المنزل بأمان. أمّا فيما يتعلق بأبنائِها الأربعة، فقد تُوفي وَلَديْن لها وهُما في سن الطفولة وأُصيبت ابنتها بحُمى التيفوئيد في عُمرٍ مُبكر يُناهز 24 عامًا.
أُرسلت تريزا أيضًا إلى المنفى جنبًا إلى جنب مع الأفراد المُتبقيين من العائِلة الإمبراطوريّة بعد الانقلاب الذي شنّه جماعة من ضباط الجيش عام 1889. بسبب إبعادها عن أرضها انعكس؛ انعكس ذلك بآثارٍ سلبيّة تدميرية على روحها المعنويّة وصحتها. كان للحزن والمرض عظيم الأثر عليها، فقد ماتت بسبب ضيق في النتفُس والذي أدى إلى إصابتها بسكتة قلبيّة بعد شهر من سقوط الملكيّة. أحبّها شعبها كثيرًا في فترة حياتها وبعد مماتِها. كما كان يحترمها أولئِك الذين يؤيدون النظام الجمهوري وأسقطوا الإمبراطوريّة. فعلى الرغم من عدم وجود أي أثر مُباشر على التاريخ السياسي للبرازيل، إلّا أنّ المُؤرخون اعتنوا بتاريخ كريستينا؛ ليس فقط بسبب شخصيتها وسلوكها الذي لا غُبار عليه، ولكنه أيضًا بسبب رعايتها واهتمامها بثقافة البرازيل.

## الحياة المُبكِرة

### الميلاد
كانت تيريزا كريستينا ابنة الوريث الشرعي دوق كالابريا، والذي أصبح فيما بعد ملك الصقليتين الدون فرانشيسكو الأول (فرانسيس الأول). وبفضل والدها كانت تيريزاعضوًا في بيت بوربون الملكي لمملكة الصقليتين، ويُعرف أيضًا بـ بيت بوربون-النابولي نسبة إلى «مملكة نابولي» الفرع الإيطالي من سلالة بربون بإسبانيا. كانت تيريزا كريستينا أيضًا حفيدة لويس الرابع عشر ملك فرنسا والذي يُلقب بــ «ملك الشمس» من خلال الخط الذَكري (الأب) الدون فيليب الخامس ملك إسبانيا. أمّا عن والدتها فهي الأميرة الإسبانيّة ماريا إيزابيلا، ابنة ملك إسبانيا الملك كارلوس الرابع، والأخت الصُغرى لـ كارلوتا خواكينا ملكة البرتغال زوجة الملك البرتغالي جواو السادس والأجداد زوج تيريزا كريستينا المُستقبلي من ناحيّة الأب، في الأصل يعتبر والديها أبناء عمومة من الدرجة الأولى.
وُلِدت في 14 مارس 1822 بنابولي، أصبحت يتيمة عندما توفي عنها والدها عام 1830. ويُقال أنّ والدتها تجاهلتها تمامًا بعد أن تزوجت بضابط صغير السن عام 1839. أكّد المؤرخون على أنها نشأت في جوٍ يشوبه العزلة والوحدة، في بيئة تؤمن وتعتقد بالخرفات الدينيّة والتعصُب ومقاومة أي تجديد وهي سياسة اتبعها آل بربون تُدعى سياسة المحافظة. وصف المؤرخون تيريزا كريستينا أيضًا بأنها شخصيّة رقيقة جدا وخجولة، على عكس أبيها القاس أو أمها المُندفعة. صوَّرها البعض على أنها مُتفانيّة واعتادت أن تتعامل برِضا تام مع جميع الظروف التي تواجهها في حياتها.
عقد بعض المؤرخون في الفترة الأخيرة نظرة تعديليّة لكلٍ من: محكمة البربون النابوليّة بكونها نظام رجعي ومدى سلبيّة تيريزا كريستينا الذي يعتقده الكثيرون، حيث صرّح المؤرخ أنيلو جوليو أفيلا بأن التفسيرات المُهينة للبربونيين النابوليين يوحِي لنا بمصدرها ومنشأها وجهة النظر التي كانت في القرن التاسع عشر عند توحيد إيطاليا عقب احتلال مملكة سردينيا  ل مملكة الصقليتين عام 1861. كشفت لنا مُذكِرات تيريزا كرستينا الشخصيّة مدى قوّتها وعِنادها. «لم تكن امرأة ذليلة خاضعة ولكنها كانت ذلك الشخص الذي يحترم القواعد والقوانين التي فرضتها المبادئ الأخلاقيّة والقِيّم الاجتماعيّة ذلك الوقت».

### الزواج
عرضت حكومة الصقليتين يد تيريزا كريستينا للزواج من إمبراطور البرازيل الصغير السيد بيدرو الثاني بمجرد عِلمها بأنه يسعى للزواج. كما أرسلت الحكومة أيضًا صورة مرسومة ومزخرفة للأميرة، والتي جعلته يقبل العرض في الحال. تمّ إجراء عَقد الزواج بتوكيل رسمي في 30 مارس 1843 بنابولي. كان يمثل بيدرو الثاني أخ خطيبتهِ الأمير ليوبولد نبيل سرقسطة. اتجه أسطول برازيلي صغير يتكون من فرقاطة وسفينتان حربيّتان نحو مملكة الصقليتين في الثالث من مارس عام 1843 لِحِراسة إمبراطورة البرازيل الجديدة.
وصلت تيريزا إلى ريو دي جانيرو في الثالث من سبتمبر 1843. اندفع بيدرو الثاني في الحال وصعد على ظهر السفينة ليُحيّ عَروسَهُ. عندما رأى الحشد تلك الحركة الطائشة المُندفعة من بيدرو الثاني، بدأ الجميع في الهتاف وأطلقت البنادق الأعيرّة الناريّة لتحيّة الإمبراطورة الجديدة وللاحتفال الصاخب بقدومها. وقعت تيريزا في حُبّ زوجها الجديد من أول وَهلة.
أمّا عن بيدرو الثاني والذي كان حينها في السابعة عشر من عُمره فقد كان مُستاءً ومُحبطًا بدرجة كبيرة. كان انطباعه الأول عن عيوبها البدنيّة وكيف كان مظهرها مختلف تمامًا عن صورتها التي أُرسلت إليه. يتمثل وصفها بدنيًا في أنها ذات شعرٍ بني داكِن، وعينان بُنِيّتان، كما كانت قصيرة ووزنها زائد إلى حدٍ ما. عرجاء ويظهر ذلك بوضوح عندما تسير، ولكنها لم تكُن قبيحة أو فائِقة الجمال؛ جمالها مُعتدل نوعًا ما. بينما يُصرح المؤرخ بيدرو كالمون أن تيريزا لم تكُن عرجاء ولكن طريقتها الغريبة في المشي كانت بسبب قدميها الهزيلتين والتي كانتا تجعلاها تميل مرة نحو اليمين ومرة أُخرى نحو اليسار أثناء سَيْرِها. تحطمت كل توقعات بيدرو الثاني؛ لم يستطع كبح بغضه وردّ فعله لذا ظهرت بوادر رفضه لها. وبعد فترة زمنيّة قصيرة غادر بيدرو السفينة وعندما علمت تيريزا بخيبة أمل زوجها وانخداعه سابقًا في مظهرها انفجرت في البُكاء، نادِبةً حظّها «لم يُحبني الإمبراطور!». على الرغم من إبرام عقد الزواج بالوِكالة، عقدت الإمبراطوريّة حفل زفاف آخر بتكاليفٍ باهِظة في الرابع من سبتمبر بكاتدرائيّة ريو دي جانيرو.
على الرغم من توتُر العلاقة بينهما من البداية، إلّا أن تيريزا كريستينا استمرت في بذل أقصى ما في وسعها لتكون زوجة جيِّدة. كان إخلاصها في أداء واجباتها كزوجة وإنجاب الأطفال الفضل في تحسُن تعامل بيدرو الثاني معها. خلقت الاهتمامات المشركة بينهما مثل إنجاب الأطفال وآداء الواجبات الزوجيّة بالإضافة إلى الاهتمام بسعادة أطفالهم جوًا أُسَرِّي مُفعم بالسعادة والفرح. حيث أنهما كانا مُنسجمين مع بعضِهما بعض جِنسيَّا، كما شهِدت فترة الحمل توافق وانسجام أكثر بينهما. وضعت تيريزا طفلهما الأول أفونسو في فبراير عام 1845، ثم عقب ذلك ميلاد باقي أطفالهما؛ إيزابيل في يونيو 1846، وليوبولدينا في يونيو 1847، وبيدرو أفونسو في يونيو 1848.

## زوجة إمبراطور البرازيل

### الحياة العائِلية
نشأت تيريزا كريستينا لتكون جزء حيوي وفعّال في حياة أُسرة بيدرو الثاني وحياته المُعتادة. لم تكن صالحة أبدًا لدور العاشقة الرومانسية أو الزوجة المثقفّة، إلا أنه على الرغم من ذلك كان وفائها وإخلاصها للإمبراطور ثابت وقوي على الرغم من خوفها أن يُقصيها الإمبراطور ويبعدها عن حياته. حافظت على ظهورها مع الإمبراطور أمام الناس، كما استمر هو في معاملتها باحترام واهتمام. لم يتجاهلها الإمبراطور أو يَنفر مِنها، ولكن العلاقة بينهما قد اتخذت مُنحنًا آخر. كان يعاملها بيدرو الثاني على أنها صديقة مُقربة ورفيقة له أكثر من مُعاملته لها كزوجة.
انعقدت الدراسة ولفترة طويلة على مدى قَبُول الإمبراطورة لذلك الدور المحدود الذي وجدت نفسها فيه، وأنّ حياتها عبارة عن آداء واجبات ومسؤوليات أخرى بصفتها زوجة الإمبراطور. على الرغم من كشف خطاباتها الشخصيّة لنا بأنها شخصيّة عنيدة وأنها تقع أحيانًا في خلافات مع زوجها، كما أنّ لها حياتها الخاصة وإن كانت مُقيّدة نوعًا ما. قالت تيريزا في خطابٍ لها بتاريخ 2 مايو 1845 «عزيزي بيدرو، أنتظر اللحظة التي سنلتقي فيها وتسعى لِمُسامَحتي على كل ما فعلته في حَقِك كل تلك الأيام.» وتعترف في خطابٍ آخر بتاريخ 24 يناير 1851 بأن مِزاجها صعب قائلةً «لا أحاول أن أُثير غضبك –بيدرو الثاني- وعليك أن تُسامحني لأن هذه هي شخصيتي!»

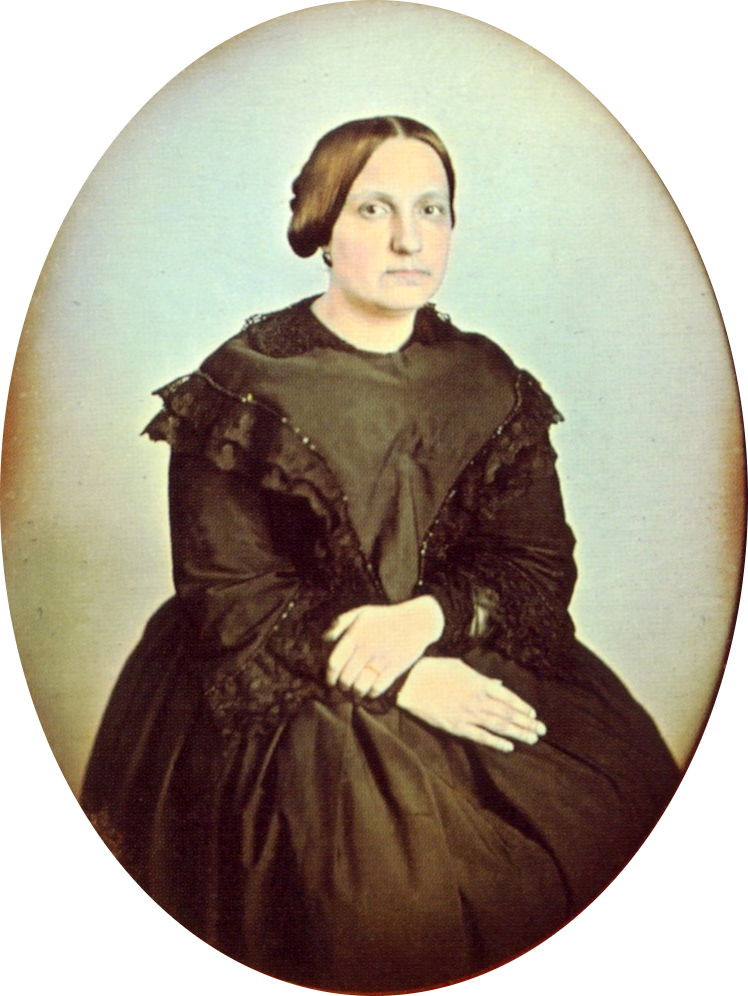
تيريزا كريستينــا وهي في عُمر التاسعة والعِشرين في القرن الثامن عشر عام 1851

كانت صَدَاقتها مع وَصِيفاتِها محدودة جدًا، خاصة السيدة جوزيفينا دا فونسيكـا كوستا، بينما كان يُحبها خدمها، فيَحكُم كل من يزورها وكذلك حاشيتها على شخصيتها جيدًا؛ بأنها متواضعة وكريمة وعطوفة كما أنها أُمّ وجدة حنونة. كانت تتزين وتتعامل مع غيرها بتواضع. لا ترتدي المجوهرات سوى في المُناسبات الرسميّة وتُعطي انطباع بأنها حزينة نوعًا ما. لم يكن لديها اهتمام بالسياسة أو الأحداث السياسيّة الجاريّة حيث أنها كانت تشغل جُل وقتها بكتابة الخطابات والقرآءة وأعمال التطريز فضلاً عن اهتمامها بالالتزمات الدينيّة والمشاريع الخيريّة. كانت تمتلك صوتًا ساحرًا، وتستغله دائمًا بممارسة مهاراتها الغِنائيّة. ويعني لنا تفضيلها للموسيقى أيضًا بأنها تستمتع بالأُوبيرا والحفلات الراقصة.
لم تفتقد تريزا كريستينا الاهتمامات الثقافيّة، فقد كان لديها عاطفة جيّاشة ومُتناميّة نحو الفنون والموسيقى وعلم الآثار القديمة. بدأت الإمبراطورة في تكويين مجموعة من المصنوعات الأثريّة القديمة في أيامها الأولى بالبرازيل، كما استبدلت المئات منها مع أخيها الملك فرديناندو الثاني. هذا بالإضافة إلى رعايتها للدراسات المُتعلقة بالعلوم الأثريّة بإيطاليا والعديد من الصناعات التي وجدته في البرازيل والتي ترجع إلى الحضارة الإتروسكانيّة والفترة الرومانيّة القديمة. كما عاونت الإمبراطورة أيضًا في إعادة تعيين الأطِباء الإيطاليين، والمُهندسين، والمُعلِمين، بالإضافة إلى الصيادِلة والمُمرضات والحِرَفيين والعُمّال المُؤهلين بهدف تحسين التعليم العام والصحة العامة بالبرازيل.

### التنافُس بينها وبين كُونْتس بارال (لويزا دي باروس)
لم تتطور العلاقة بين تيريزا كريستينا وبيدرو الثاني أبدًا لتُصبح مُفعمة بالعاطفة والرومانسيّة. على الرغم من أن علاقتِهما كانت قائمة على نِطاق الأُسرة فقط، إلّا أن الاحترام والحب المُتبادل بينهما قد تطور نوعًا ما. كانت الإمبراطورة زوجة مُطيعة ولم تَكِلّ أبدًا من دعم ومُساندة زوجها الإمبراطور في منصبه ومكانته. كانت تُفضل الصمت في المواضيع المُتعلقة بعلاقاته مع النِساء الأُخريات سواء أكان عِلمها بعِلاقاتهِ تلك عن طريق الشَكّ أو عن أي طريقٍ آخر؛ ولهذا السبب كان يُعاملها زوجها الإمبراطور باحترامٍ إلى أبعد الحدود، لم يكن هناك أي استفسارات من بيدرو الثاني عن عاطِفتها ومشاعرها تجاه فعله ذلك، وهل هذا يُهددها ويزعجها أم لا. لم يُولد أي طفل لهُما بعد عام 1848 حتى بعد أن تُوفيّ ولدين لهما أثناء طفولتهما. ربما يكون السبب المُحتمل وراء حصر إنجاب الأولاد هو انجذاب الإمبراطور أكثر لِــ نساءٍ أُخريات أكثر جمالاً وذكاءً من الإمبراطورة.

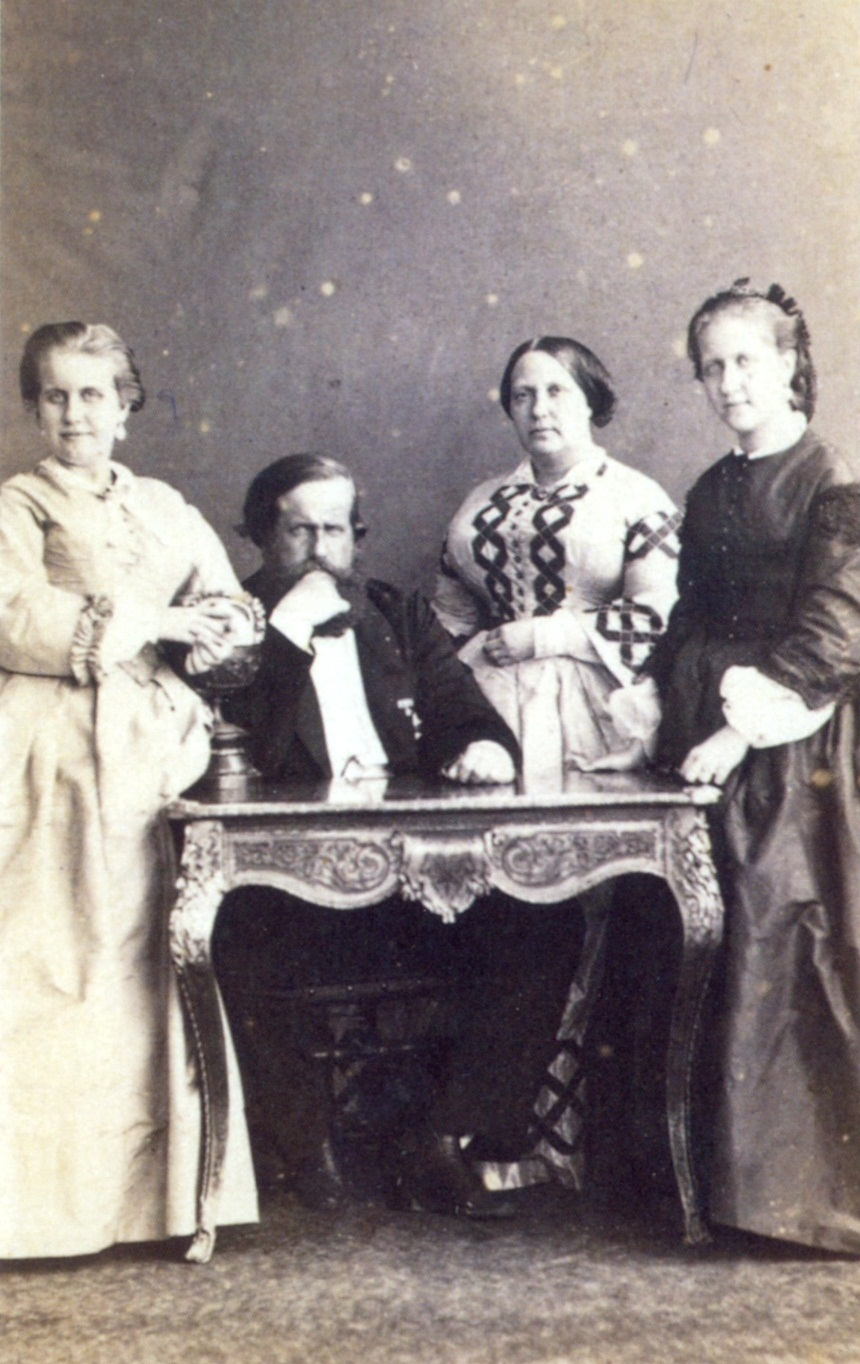
الأميرة ليوبولدينا وبيدرو الثاني وتيريزا كريستينا (وهي في سِن 41) والأميرة إيزابيل عام 1863م

وجدت تيريزا كريستينا أن تجاهل خيانة زوجها لها شيءٌ صعب لا يمكن احتماله، رغم أنّ خيانته لها كانت في السِرّ وبعيدة عن أعين الناس. ربما كانت تعلم عن خيانته تلك إلا أنها لم تستطع أن تتحمل خيانتهِ أكثر خاصة بعد أن صرّح بيدرو الثاني باسم إحداهُن في التاسع من نوفمبر عام 1856 وهي إحدى مُربِيّات أطفالها. كان الشخص الذي اختاره بيدرو الثاني هي لويزا دي باروس، الكونتيسة بارال؛ وهي امرأة برازيلية المَنشأ وزوجة نبيل فِرنسي. كانت تمتلك بارال جميع المميزات والسِمات التي يُفضلها بيدرو الثاني في المرأة: فقد كانت فائِقة الجمال ومُفعمة بالحيويّة والنشاط بالإضافة إلى أناقتها وثقافتها والثقة التي كانت تتمتع بها. كانت مسؤولة عن تربية وتعليم الأميرات الصِغار (بنات بيدرو الثاني وتيريزا كريستينا). سريعًا ما أَثَرت بارال قلب كلاً من بيدرو الثاني وابنته الكُبرى، إيزابيل. أمّا عن لوبولدينا فقد كانت تكرهها ولم تَأثر بارال على قلبها إطلاقاً. رغم عدم تَمكُن بارال من «الفِرار من مُعانقة بيدرو الثاني» إلّا أنها «بالتأكيد تجنبت فِراشه».
مع ذلك كان إعجاب الإمبراطور الشديد بــ بارال يضع تيريزا كريستينا أحيانًا في مواقف غير ملائِمة، خاصة عندما تسألها ابنتها الصغرى ليوبولدينا بسذاجة «لماذا يوكِز بيدرو الثاني قدم بارال باستمرار أثناء الدرس؟» زادت موّدة بارال مع الإمبراطور وابنته الكبرى وقد كان ذلك الشيء مصدر أَلم وإزعاج لتيريزا كريستينا. فعلى الرغم من تظاهرها باللامُبالاة وتجاهل الموقف، إلّا أن بوادر الانزعاج كانت تظهر على وجهها ولم يمر ذلك الانزعاج مر الكِرام دون مُلاحظة. كتبت تيريزا في مُذكِراتها بأن بارال «تمَنّت أن أُخبرها بأنني لا أُحبها، ولكنني لم أقل لها نعم أو لا.» كتب المؤرخ توبياس مونتيرو أن الإمبراطورة «لم تتمكن أبدًا من إخفاء بغضِها وكرهها لبارال».

## السنوات الأخيرة

### نهاية الإمبراطوريّة والنفي خارج البلاد
دمّر موت الأميرة ليوبولدينا بسبب حُمّى التيفود في فبراير عام 1871 العائلة الإمبراطوريّة الصغيرة. قرر بيدرو الثاني أن يذهب في رحلة إلى أوروبا في نفس العام مع زوجته الإمبراطورة للابتهاج وتحسين الحالة النفسيّة بالإضافة إلى أسبابٍ أخرى، هذا فضلاً عن زيارة أبناء يوبولدينا الأربعة الصِغار واللذين كانوا يعيشون في كوبورغ مع والدَيْهِم أواخر الستينيات من القرن الثامن عشر. سافر الزوجين الإمبراطورين مرة أخرى للخارج عام 1876 و1887. كانت تفضل تيريزا كريستينا حياتها الطبيعية في البرازيل، حيث كانت «تُكرّس نفسها لأُسرتها وللعبادات الدينية والأعمال الخيريّة». وفي الحقيقة لا تؤثر زياراتها لأرضها التي نشأت بها في شيء سوى إحياء الذكريات المؤلمة التي مرّت بها. تمّ خلع عائلتها عن العرش عام1861 كما تمّ إضافة مملكة الصقليتين إلى فيما يعرف بــ المملكة الإيطاليّة المُتحدة. لم يعد لها أحد كانت تعرفه من الذين كانت تعرفهم في طفولتها. فقد كتبت عام 1872 «لا أعلم كيف أعبر عن الشعور الذي ينتابني عند رؤية بلادي مرة أخرى، فبعد مرور 28 عامًا على فراقي أرض أجدادي لا يمكنني أن أجد أحدًا من الذين كنت أعتني بهم وأبالي لأمرهم.» 

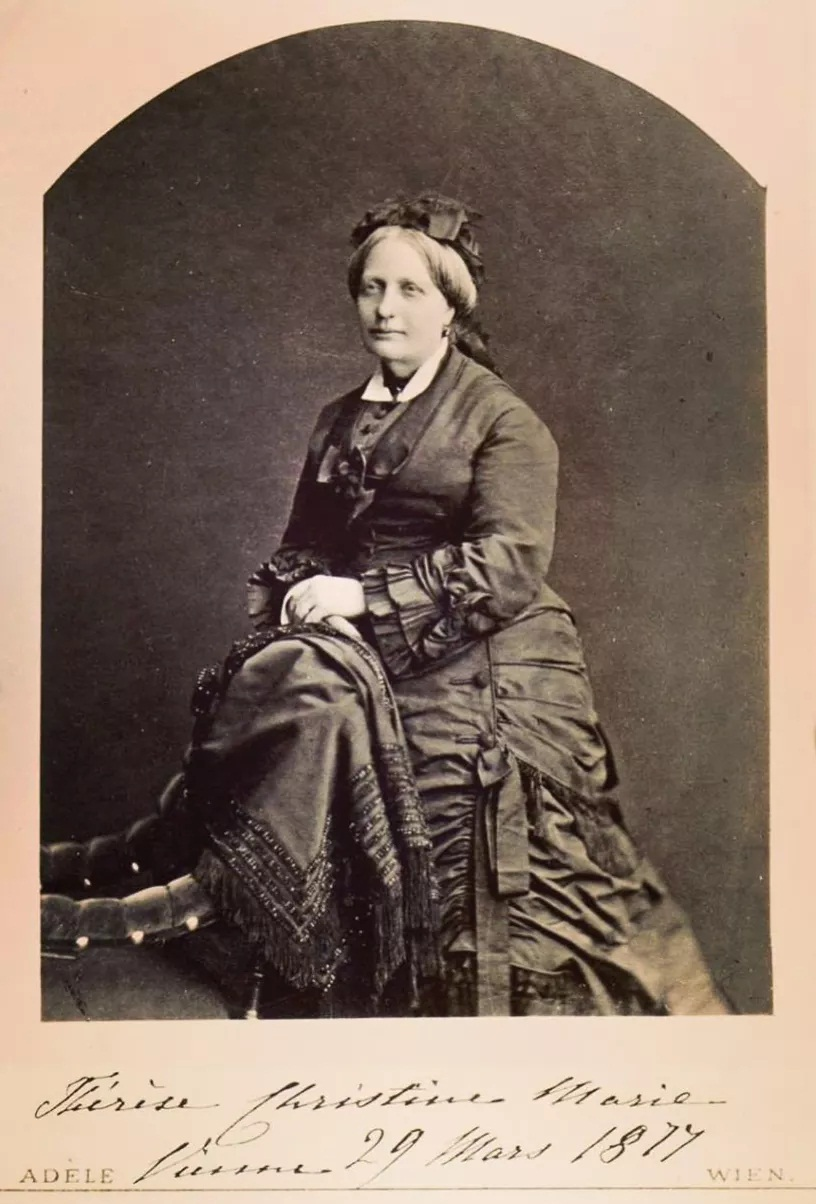
تيريزا كريستينا وهي في عُمر الخامسة والخمسين عام 1877م

بقيت الإمبراطورة قوية الإرادة ثابتة حتى بعد مرور سنوات عديدة على زواجها من الإمبراطور. صرّح بيدرو الثاني في خطاب قد كتبه إلى الكونتيسة بارال أوائل 1881 قائلاً: «لقد كان الصندوق الصغير الذي ذكرتيه والذي يحتوي على الأقراط سببًا في اتهام أحدهم لي [تيريزا كريستينا] والتي اعتقدت أنه يجب عليّ أن ألوم على اختفائِهم.» كتب زوج ابنتها خطابًا يروي فيه كيف كسرت ذراعها من غير قصد في أكتوبر عام 1885 قائِلاً: «في السادس والعشرين من أكتوبر، يوم الإثنين عندما مرّت من أمام المكتبة وفي طريقها لتناول العشاء مع الإمبراطور والذي كان يسبقها بخطواتٍ قليلة كالمُعتاد، كانت تتجادل معه وقليلاً ما تفعل كما استنتجت من كلامها؛ تعثرت قدميها في ملف تحت الطاولة وسقطت على وجهها مسطحة إلى الأمام. ورغم ذلك استمرت في التعبير عن حبها الكامل والذي لا ينضب لزوجها.»
انتهى ذلك الروتين العائلي الثابت عندما ثارت طائفة من الجيش على بيدرو الثاني وخلعته من منصبه في الخامس عشر من نوفمبر عام 1889، كما طالبت تلك الطائِفة برحيل الأسرة الإمبراطورية بأكملها من البرازيل. عقب سماع الأمر بالرحيل، أخبر أحد الضباط الإمبراطورة بالأمر قائلاً "الاستسلام" سيدتي! ردت عليه الإمبراطورة قائلة: "لطالما كنت مستسلمة دائِمًا، ولكن كيف يمككني الآن ألّلا أبكي وأنا مُضطرة أن أرحل عن تلك الأرض وللأبد!" وِفقًا لما يقوله المؤرخ رودريك جي. بارمان، "أحبت الإمبراطورة البرازيل وشعبها كثيرًا. لم ترغب في أي شيء سوى أن تعيش الأيام المُتبقيّة لها من الحياة هناك. عندما بلغت السادسة والستين من عمرها كانت تُعاني من الربو القلبي والتهاب المفاصل، والآن تواجه احتماليّة مرافقة زوجها في حركاته الانتقاليّة المستمرة عبْر أوروبا. قضت أيامها الأخيرة وحيدة في مسكن غريب غير مُريح. لازَمَها المرض طوال رحلتها عبر المُحيط الأطلسي، وصلت تيريزا كريستينا وعائلتها إلى لشبونة عاصمة البرتغال في السابع من ديسمبر.

### الوفاة
ذهب الزوجان الإمبراطوريين من لشبونة إلى المدينة البرتغاليّة بورتو. كما ذهبت إيزابيل وأسرتها في رحلة إلى إسبانيا. وفي الرابع والعشرين من سبتمبر تلقّت العائِلة الإمبراطوريّة أخبارًا رسميّة بنفيهم خارج البلاد وللأبد. كان عليهم حتى تلك اللحظة أن يغادروا دون أي إشارة إلى المُدة التي سيقضوها بالخارج. انتشرت الأخبار بــ "رغبة تيريزا كريستينا في الحياة". كتب بيدرو الثاني في جريدته عام 1889 في الثامن والعشرين من ديسمبر قائِلاً: "عندما سمعت الإمبراطورة تشتكي من شيءٍ ما، ذهبت لأرى ماذا هناك. كانت تعاني من آلآمٍ في جنبيها، لم يكن لديها أي حُمّى. مرّ يوم وهي على تلك الحالة، ازداد ضيق التنفس عندها. أدَّى فشل الجهاز التنفسي إلى أزمة قلبيّة أَوْدَت بحياتها في الساعة الثانية مساءً. 

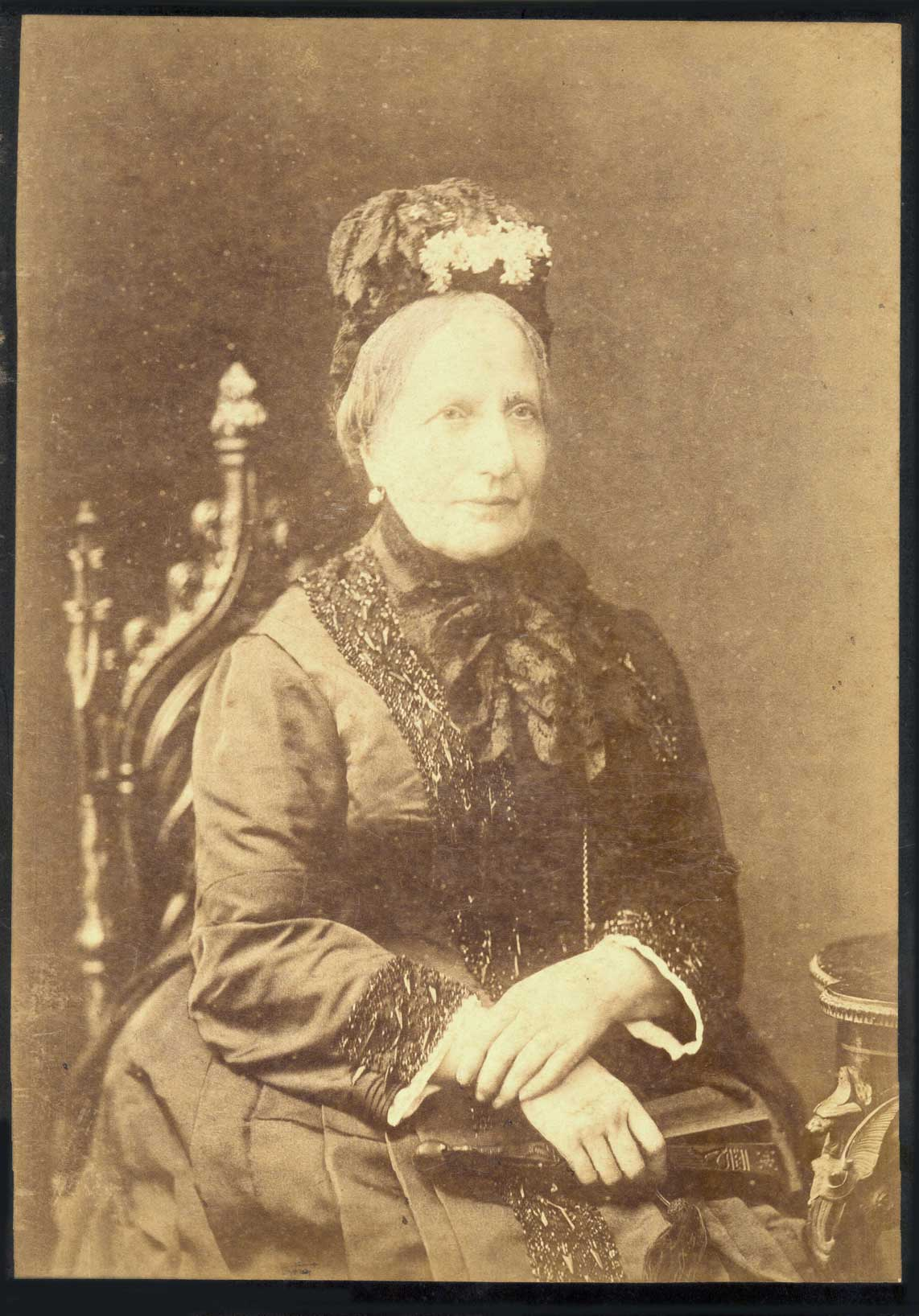
تيريزا كريستينا وهي في عمر الخامسة والستين عام 1887

وعندما كانت في فراش الموت، قالت تيريزا كريستينا لماريا إيزابيل سيدة بلدة برازيليّة تدعى جابورا وزوجة أخ جواكيم مَرقس نبيل مدينة تاماندرا البرازيليّة «ماريا إيزابيل، لا أحتضر الآن بسبب المرض، إنما أحتضر بسبب الحزن والندم!» كانت آخر كلماتها «أفتقد ابنتي إيزابيل وأحفادي كثيرًا. لا يمكنني أن أُعانقها للمرة الأخيرة. حقًا إن البرازيل أرض جميلة ... لا يمكنني العودة إليها مُجددًا». تكدست شوارع مدينة بورتو وازدحمت بأُناسٍ أتوا لمشاهدة موكب جنازتها. حُمل جُثمان تيريزا كريستينا بناءً على طلب زوجها إلى كنيسة ساو فيسنتي دي فورا بالقرب من ليشبونة بالبرتغال، ودُفنت بالبانثيون الملكي لبيت براغانزا. أما عن مُتعلقاتها الشخصيّة مع بيدرو الثاني فقد تمّت إعادتها إلى أرض الوطن (البرازيل) عام 1921 في موكب عظيم واستعراض موسيقي عسكري. كان مثواهم الأخير في كنيسة بتروبوليس عام 1939.
كان لخبر وفاتها عظيم الحزن والأسى في البرازيل. كتب الشاعر والصحفي أورتور أذفيدو عن تيريزا كريستينا من وجهة نظره الصحيفة بعد وفاتِها قائِلاً: «لم أتحدث إليها قط، ولكنني أيضًا لم أمر عليها إلا ورفعتي قبعتي وانحنيت لجلالتها احترامًا وتقديرًا. ليس فِعلي هذا بصفتها الإمبراطورة ولكن لشخصيّة عزيزة متواضعة ومخلصة للفقراء. رأيت الكثير من المتطرفين مؤيدي النظام الجمهوري يحترمونها ويوقرونها مثلما نفعل.» واستأنف حديثه قائلاً: «يسمونها»أم البرازيليين«، حقًا نحترمها جميعا ونوقرها كما لو أننا أبناؤها وهي أُمنّا. وهذه حقيقةٌ لا شكَّ فيها».
تداولت الصحف في البرازيل نبأ وفاتها. علّقت صحيفة الجازيت على وفاتها بـ: «من كانت تلك السيدة الطاهرة، لا نحتاج إلى تكرار ذلك. فالبرازيل بأكملها تعرف جيدًا أن صدمة وفاتها جرحت الإمبراطور السابق كثيرًا، يُذكر أنها تستحق وبجدارة لقب» أم البرازيليين". بينما كتبت الجريدة التجارية (كومرشال جورنال): "عاشت دونا تيريزا كريستينا في وطنها البرازيل لمدة ستة وأربعين عامًا، أحبّت تيريزا كريستينا البرازيل حبًا خالصًا. لم يذكر اسمها خلال تلك الفترة الطويلة في أي مكان إلا وصَاحَبه المدح وكلمات الإطراء والثناء. «ختمت الجريدة كلماتها بــ:» رغم نفوذ زوجها والذي حكم الشعب البرازيلي لفترة طويلة، لم تستغل تيريزا كريستينا تلك النفوذ في شيءٍ ضار، كان يستشعر الجميع الخير في نفوذها.

### ملامح من شخصيتها
لم تحظى تيريزا كريستينا بمكانة متميزة كافيّة في التاريخ البرازيلي. قال المؤرخ أنيلو أنجلو أفيلا أطلق الشعب على الإمبراطورة لقب "أم البرازيليين"، لم يكن ذلك الاسم معروفًا بأي شكل من الأشكال في إيطاليا كما لم يتم تدريسه بشكلٍ كافٍ في البرازيل". ومن وجهة نظره، فإن المصادر القليلة الموجودة تنفي معيشتها تحت المَظَلة الإمبراطورية مع زوجها، فقد كرّست حياتها لتعليم بناتها وللشؤون المنزليّة والأعمال الخيرية." ومن ثَم تنعكس الصورة الصحيحة لتيريزا كريستينا أنها امرأة محدودة الثقافة لا تتكلم كثيرًا. كانت تتخللها صفات كثيرة حميدة، مثل الأخلاق الحسنة والفضيلة ونقاء القلب، غير أنها كانت تفتقر بعض الخصائِص الجسدية." يذخر التاريخ وكذلك عقول الشعب البرازيلي بصفاتها تلك، على الرغم من عدم كفاية تلك الصفات إلى حدٍ ما لتكون مِرآة تعكس شخصية تيريزا كريستينا وصورتها الحقيقية؛ فقد كانت كريستينا امرأة مُثقفة وعنيدة.

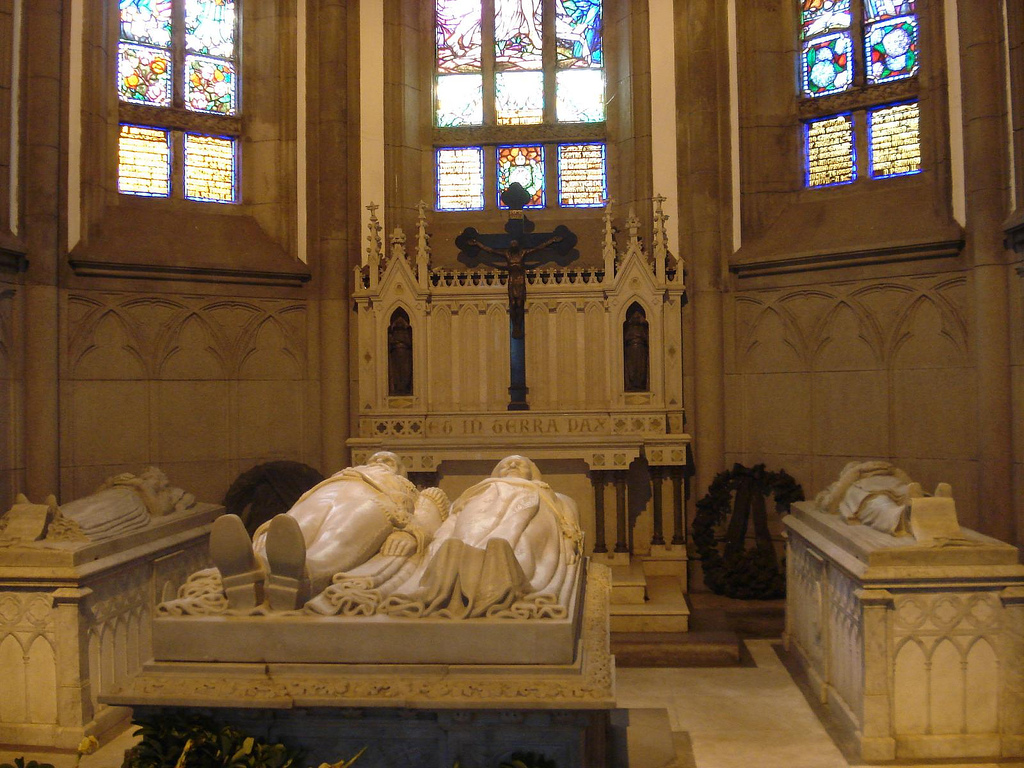
مقبرة بيدرو الثاني وتيريزا كريستينا داخل كنيسة بتروبوليس بالبرازيل

وِفقًا لما يقوله المؤرخ عَالِي بيهار، أصبحت تيريزا كريستينا شخصية مرموقة وجديرة بالذكر بفضل حِكمتها ورُشدها مما جعلها بعيدة عن الانخراط في الحركات السياسيّة، كما كان لرقتها وترفقها في معاملة الآخرين الفضل في كُنيتها بــ «أم البرازيليين». يدعم المؤرخ بنيديتو أنتونيس الرأي السابق؛ حيث قال "أحبها الشعب البرازيلي كثيرًا؛ ولذلك أطلقوا عليها لقب «الإمبراطورة الصامتة» بسبب فِطنتها وحكمتها، ومن ثمَّ اعتبروها «أم البرازيليين». كما مدح ذلك المؤرخ الإمبراطورة لــرعايتها للثقافة والتنميّة العلميّة: قامت تيريزا كريستينا بالتنميّة الثقافيّة بطرقٍ متعددة، حيثُ أحضرت من إيطاليا فننانين ومفكرين وعلماء ومتخصصين في علم النبات وموسيقيين والذين ساهموا في نمو وزيادة الحياة الثقافيّة للأمَّة". انحاز المؤرخ يوجينا زاربينو والذي عبّر عن رأيه قائلا "يرجع ابفضل لتيريزا كريستينا في امتلاك البرازيل لأكبر مجموعة من الأثريّات التقليدية بأمريكا اللاتينيّة.
منح بيدرو الثاني قُبيل موته معظم أملاكه للحكومة البرازيلية، والتي تمّ تقسيمها فيما بعد بين المحفوظات الوطنية البرازيلية ومكتبة البرازيل الوطنيّة بالإضافة إلى المعهد البرازيلي للجغرافيا والتاريخ. اشترط بيدرو الثاني شرطًا واحدًا وهو أن يكون اسم تلك الهدية على شرف زوجته الراحلة؛ لذلك كانت تُعرف باسم «مال تيريزا كريستينا للأعمال الخيريّة» سجلت منظمة اليونِسكو هذا التبرع كجزء من تراث الإنسانيّة في سِجل ذاكرة العالم. يطلق اسم تيريزا كريستينا على العديد من مدن البرازيل، مثل تيريزوبولي بمدينة «ريو دي جانيرو» وتيريسينا «عاصمة بياوي» وكريستينا بولاية «ميناس جيرايس» وإمبراتريز بولاية «مارانهاو».

## الألقاب والدرجات التشريفِيَّة

### الأوسِمة والألقاب
- تمَّ منحها في الفترة ما بين 14 مارس 1822 - 30 مايو 1843 لقب «سِمو الأميرة تيريزا كريستينا أميرة مملكة الصقلتين».
- في الفترة ما بين 30 مايو 1843 - 15 نوفمبر 1889 تنصيب جلالتها إمبراطورة للبرازيل وحصولها على اللقب كاملاً «جلالة الإمبراطورة دونا تيريزا كريستينا، إمبراطورة البرازيل».

### الأوسِمة الأجنبيّة
- منحتها مجموعة من إسبانيا: وسام الملكة ماريا لويزا.[70]
- منحتها مجموعة من البرتغال: وسام القديسة إيزابيل.
- حصولها على شارة الوسام الأسترالي Starry Cross.
- شارة بافاريّ وسام القديسة إليزابيث.
- استحقاق وِسام فرسان القبر المقدس.
- حازت وِسام فرسان مالطة بصفتها مثالا لسيدة الشرف والوفاء.